# Klosterholz und Nordmannssteine

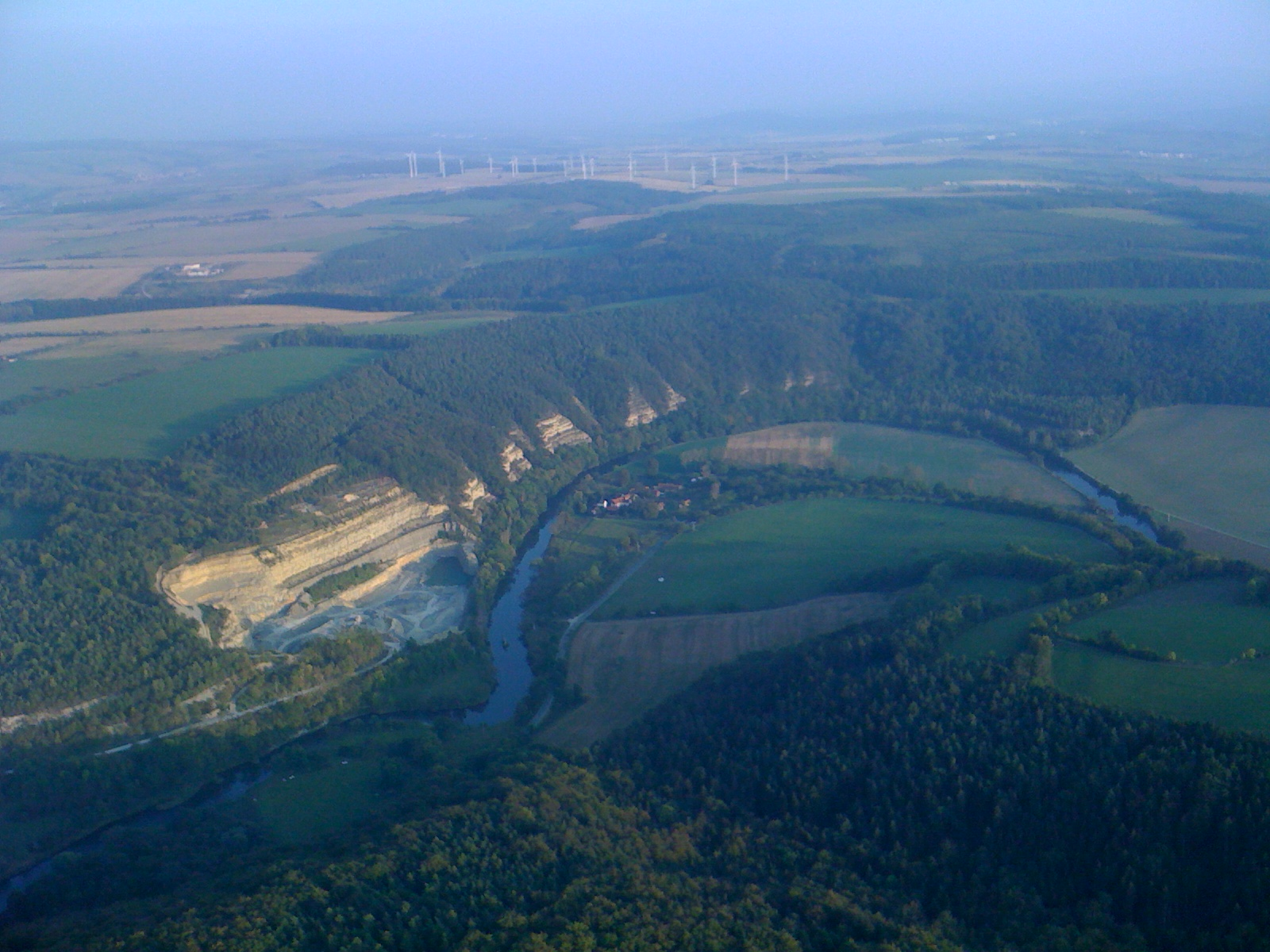
Das NSG Klosterholz und Nordmannssteine aus der Luft

Das Naturschutzgebiet  Klosterholz und Nordmannssteine  liegt im Wartburgkreis in Thüringen. Es erstreckt sich nördlich, östlich und südlich von Ebenau, einem Ortsteil der Stadt Amt Creuzburg. Die Werra fließt am westlichen Rand des Gebietes im Bereich des Creuzburger Werradurchbruchs, westlich verläuft die Landesstraße L 1017 und südwestlich die B 7.
Im Naturschutzgebiet ragen die Ebenauer Klippen als eine markante Felswand aus dem Talgrund auf. An ihrem Nordrand wurde seit den 1920er Jahren ein Steinbruch betrieben.
Dieser wurde 2013 geschlossen und renaturiert. Die vollständige Renaturierung wurde bis Ende 2014 abgeschlossen, unter anderem entstand ein naturnaher See.

## Rechtsstatus
Das 139,1 ha große Gebiet mit der NSG-Nr. 24 wurde im Jahr 1961 unter Naturschutz gestellt. Die Schutzgebietsverordnung wurde im November 2017 neu gefasst und dabei der Zuschnitt des Gebietes  geringfügig verändert. Unter anderem wurde die auf der ehemaligen Bahnstrecke Schwebda–Wartha verlaufende Trasse des Werratal-Radweges aus dem Gebiet herausgenommen.